# Critics' Choice Movie Award de la meilleure photographie
Le Critics' Choice Movie Award de la meilleure photographie (Broadcast Film Critics Association Award for Best Cinematography) est une récompense décernée aux professionnels de l'industrie du cinéma par le jury de la Broadcast Film Critics Association depuis 2010.

## Palmarès

### Années 2010
- 2010[1] : Avatar
  - Démineurs (The Hurt Locker)
  - Nine
  - Lovely Bones (The Lovely Bones)
  - Inglourious Basterds

- 2011[2] : Inception
  - 127 Heures (127 Hours)
  - Black Swan
  - Le Discours d'un roi (The King's Speech)
  - True Grit

- 2012[3] : (ex æquo)
  - Cheval de guerre (War Horse)
  - The Tree of Life
    - The Artist
    - Drive
    - Hugo Cabret (Hugo)

- 2013[4] : L'Odyssée de Pi (Life Of Pi) – Claudio Miranda
  - Lincoln – Janusz Kamiński
  - The Master – Mihai Mălaimare Jr.
  - Les Misérables – Danny Cohen
  - Skyfall – Roger Deakins

- 2014[5] : Gravity – Emmanuel Lubezki
  - Inside Llewyn Davis – Bruno Delbonnel
  - Nebraska – Phedon Papamichael
  - Prisoners – Roger Deakins
  - Twelve Years a Slave – Sean Bobbitt

- 2015[6] : Birdman – Emmanuel Lubezki
  - The Grand Budapest Hotel – Robert Yeoman
  - Interstellar – Hoyte van Hoytema
  - Mr. Turner – Dick Pope
  - Invincible (Unbroken) – Roger Deakins

- 2016 : The Revenant – Emmanuel Lubezki
  - Carol – Edward Lachman
  - Les Huit Salopards (The Hateful Eight) – Robert Richardson
  - Mad Max: Fury Road – John Seale
  - Seul sur Mars (The Martian) – Dariusz Wolski
  - Sicario – Roger Deakins

- 2017 : La La Land – Linus Sandgren
  - Premier Contact (Arrival) – Bradford Young
  - Jackie – Stéphane Fontaine
  - Moonlight – James Laxton
  - Nocturnal Animals – Seamus McGarvey

- 2018 : Blade Runner 2049 – Roger Deakins
  - Call Me by Your Name – Sayombhu Mukdeeprom
  - Dunkerque (Dunkirk) – Hoyte van Hoytema
  - Mudbound – Rachel Morrison
  - La Forme de l'eau (The Shape of Water) – Dan Laustsen

- 2019 : Roma – Alfonso Cuarón
  - Si Beale Street pouvait parler (If Beale Street Could Talk) – James Laxton
  - A Star Is Born – Matthew Libatique
  - Black Panther – Rachel Morrison
  - La Favorite (The Favourite) – Robbie Ryan
  - First Man : Le Premier Homme sur la Lune (First Man) – Linus Sandgren

### Années 2020
- 2020 : 1917 – Roger Deakins
  - The Lighthouse – Jarin Blaschke
  - Le Mans 66 (Ford v Ferrari) – Phedon Papamichael
  - The Irishman – Rodrigo Prieto
  - Once Upon a Time… in Hollywood – Robert Richardson
  - Joker – Lawrence Sher

- 2021 : Joshua James Richards pour Nomadland
  - Christopher Blauvelt (en) pour First Cow
  - Erik Messerschmidt pour Mank
  - Lachlan Milne pour Minari
  - Newton Thomas Sigel pour Da 5 Bloods : Frères de sang (Da 5 Bloods)
  - Hoyte van Hoytema pour Tenet
  - Dariusz Wolski pour La Mission (News of the World)

- 2022 : Ari Wegner pour The Power of the Dog
  - Bruno Delbonnel pour Macbeth (The Tragedy of Macbeth)
  - Greig Fraser pour Dune
  - Janusz Kamiński pour West Side Story
  - Dan Laustsen pour Nightmare Alley
  - Haris Zambarloukos pour Belfast

- 2023 : Claudio Miranda – Top Gun: Maverick
  - Russell Carpenter – Avatar: The Way of Water
  - Roger Deakins – Empire of Light
  - Florian Hoffmeister – Tár
  - Janusz Kamiński – The Fabelmans
  - Linus Sandgren – Babylon

- 2024 : Hoyte van Hoytema – Oppenheimer
  - Matthew Libatique – Maestro
  - Rodrigo Prieto – Barbie
  - Rodrigo Prieto – Killers of the Flower Moon
  - Robbie Ryan – Pauvres Créatures (Poor Things)
  - Linus Sandgren – Saltburn

- 2025 : Jarin Blaschke pour Nosferatu
  - Alice Brooks pour Wicked
  - Lol Crawley pour The Brutalist
  - Stéphane Fontaine pour Conclave
  - Greig Fraser pour Dune, deuxième partie (Dune: Part Two)